# Aechmea roeseliae
Aechmea roeseliae es una especie fanerógama de la familia de Bromeliáceas. Esta familia es endémica de Ecuador aunque también se extiende por el noroeste y adyacente a la costa occidental de América del Sur y sus hábitats naturales son montañas entre los climas tropical y subtropical. 
Actualmente está siendo amenazada por la tala o la explotación forestal, por lo que está en el rango de especies vulnerables. La información que se tien actualmente de esta especie es poca debido a la escasez de la misma.

## Taxonomía
Aechmea roeseliae fue descrita por Harry E. Luther y publicado en Selbyana 19: 86–90, f. 4. 1998.
Etimología
Aechmea: nombre genérico que deriva del griego akme ("punta"), en alusión a los picos rígidos con los que está equipado el cáliz.
roeseliae: epíteto latino 